# ГЕС Сендайгава I
ГЕС Сендайгава I (川内川第一発電所) – гідроелектростанція в Японії на острові Кюсю. Знаходячись перед ГЕС Сендайгава ІІ (15 МВт), становить верхній ступінь каскаду на річці Сендай, яка на західному узбережжі острова впадає до Східнокитайського моря. 

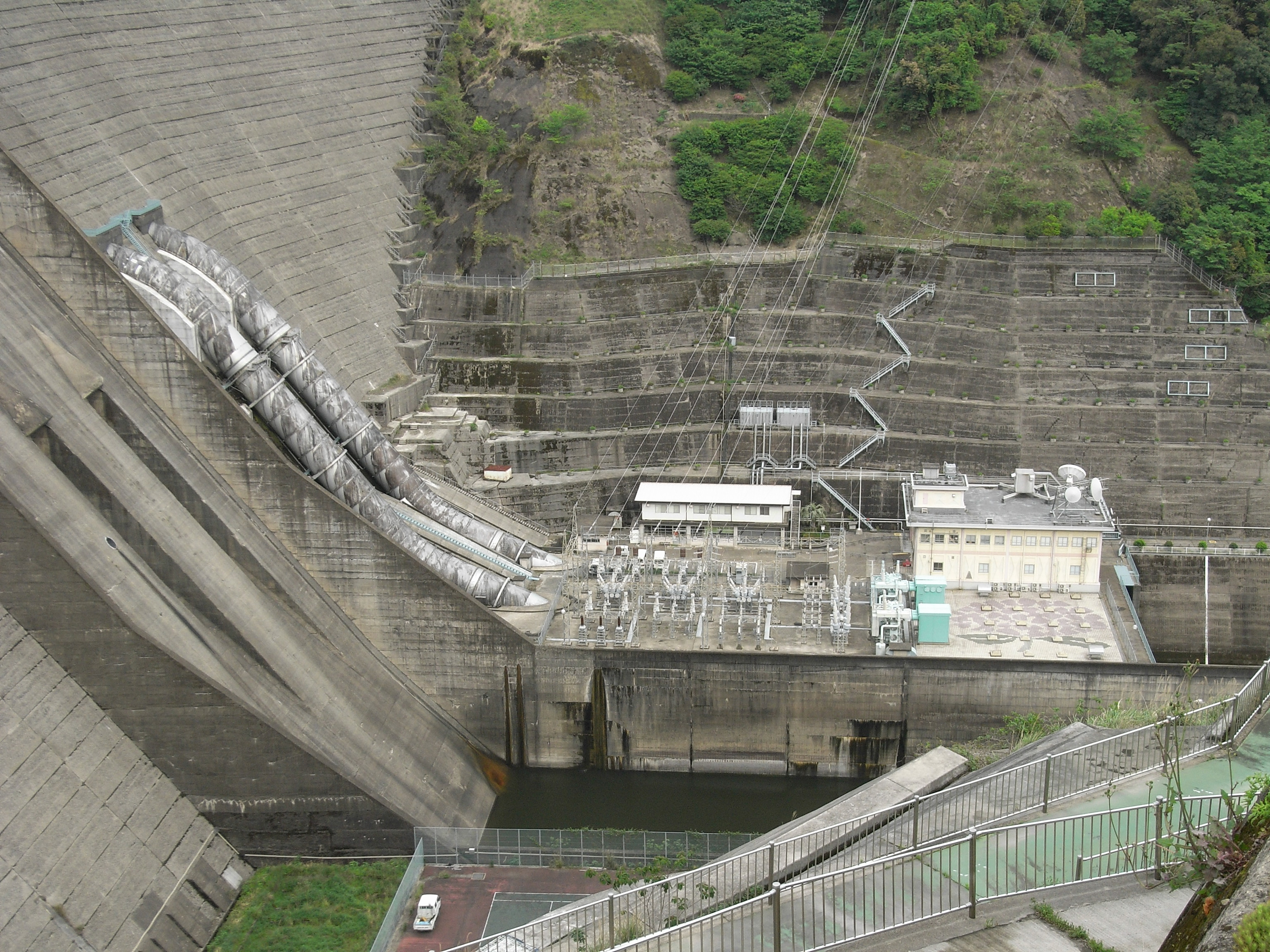
Пригреблевий машинний зал станції

В межах проекту річку перекрили бетонною гравітаційною греблею Tsuruda висотою 118 метрів та довжиною 450 метрів, яка потребувала 1119 тис м3 матеріалу. Вона утримує водосховище з площею поверхні 3,6 км2 та об’ємом 123 млн м3 (корисний об’єм 77,5 млн м3), в якому припустиме коливання рівня між позначками 130 та 160 метрів НРМ.
У пригреблевому машинному залі встановлені дві турбіни потужністю по 60 МВт. Вони використовують перепад висот із нижнім б’єфом (водосховище станції Сендайгава ІІ), в якому рівень поверхні коливається між позначками 53,5 та 58 метрів НРМ. Обидві станції каскаду забезпечують виробництво 383 млн кВт-год електроенергії на рік.
Окрім гідроенергетичної комплекс також виконує протиповеневу функцію.